# Orectogyrus grisescens
Orectogyrus grisescens là một loài bọ cánh cứng trong họ van Gyrinidae. Loài này được Fairmaire miêu tả khoa học năm 1899.